# Giuseppe Nicoletti
Giuseppe Nicoletti (Terni, 23 aprile 1799 – Terni, 23 novembre 1872) è stato un politico italiano, sindaco di Terni dal 1861 al 1869.

## Biografia
Apparteneva a un'antica famiglia aristocratica: i Nicoletti sono attestati a Terni almeno fin dal XV secolo e nel corso dei secoli avevano ricoperto importanti cariche civili e religiose nel territorio. 
Giuseppe Nicoletti era figlio di Diego e della contessa Luigia Crespi. Giovanissimo, negli anni 1820 fece parte della Guardia nobile, fino a conseguire il grado di capitano. Sotto l'amministrazione pontificia, ricoprì l'incarico di anziano della città di Terni, e successivamente anche la carica più alta nella magistratura ternana, ossia quella di gonfaloniere. 
Nicoletti si presentò alle prime elezioni dopo l'unità d'Italia e venne eletto consigliere comunale da una base elettorale di 338 votanti su una popolazione di circa 10 000 abitanti. In quel periodo l'elettorato si basava sul censo degli elettori: questi erano i cittadini maschi che avessero compiuto i 21 anni di età, che godessero dei diritti civili e che pagassero da almeno sei mesi un certo tributo rapportato alla classe del comune; il sindaco non era elettivo, ma nominato per regio decreto ogni tre anni fra i consiglieri comunali (in pratica era il Ministero dell'interno che procedeva alla scelta su suggerimento del locale prefetto). Nondimeno, spesso il consigliere più votato veniva nominato sindaco. Nicoletti non risultò il più votato (che fu un commerciante, Fongoli), ma la scelta del prefetto della Provincia dell'Umbria ricadde su Nicoletti, essendo questi filo-monarchico ed esponente dell'aristocrazia locale. Fu così il primo sindaco di Terni all'indomani dell'unità d'Italia; rispettato e stimato sia per le sue qualità intellettuali e umane, rappresentò nei difficili anni del passaggio politico una scelta che garantiva continuità e rispetto per le istituzioni.
Nicoletti si impegnò per l'istituzione a Terni di una scuola superiore, fino ad allora quasi assente ed i mano agli ordini ecclesiastici. Durante il suo mandato da sindaco, nel 1861, venne aperto a Terni il Regio Istituto Tecnico che da lì a qualche anno sotto la guida del prof. Luigi Corradi divenne tra i più prestigiosi e qualificati d'Italia.
Giuseppe Nicoletti non si sposò e non ebbe figli; assistette anche al tracollo economico della sua antica famiglia, con la quasi completa alienazione delle cospicue proprietà immobiliari e terriere del casato. La famiglia dei Nicoletti possedeva un Palazzo in Via Fratini, 32 (pesantemente rimaneggiato nel corso dei secoli) e una villa a Perticara con cappella gentilizia, passata alla fine dell'Ottocento alla famiglia Nevi, tuttora proprietaria. 
Nonostante la sua formazione aristocratica e papalina, Nicoletti aveva aderito alla massoneria, iscrivendosi alla Loggia "Tacito" di Terni, pur continuando ad essere considerato un esponente dell'ancien regime. Numerosi furono infatti gonfalonieri, prelati, canonici, priori del comune e della diocesi di Terni fuoriusciti da questa famiglia fin dal Trecento.
Pur massone, mantenne posizioni moderate e non di rottura con la Chiesa Cattolica. Già da numerosi decenni prima dell'unità di Italia la famiglia Nicoletti era in declino economico, ma la rigida chiusura di ceto, durante lo Stato della Chiesa, aveva consentito ai Nicoletti di avere ancora un ruolo centrale dell'amministrazione locale. 
Giuseppe Nicoletti intuì che i tempi erano mutati, ma il nuovo ordine politico e la forte industrializzazione della città fecero emergere nuove famiglie, ricche e borghesi, anch'esse legate alla massoneria ottocentesca, che da lì a poco presero il sopravvento in città.